# شوینچینه
شوینچینه (به لهستانی:  Święciny) یک روستا در لهستان است که در گمینا موروو واقع شده‌است. شوینچینه ۸۰ نفر جمعیت دارد.